# Rottnest Island

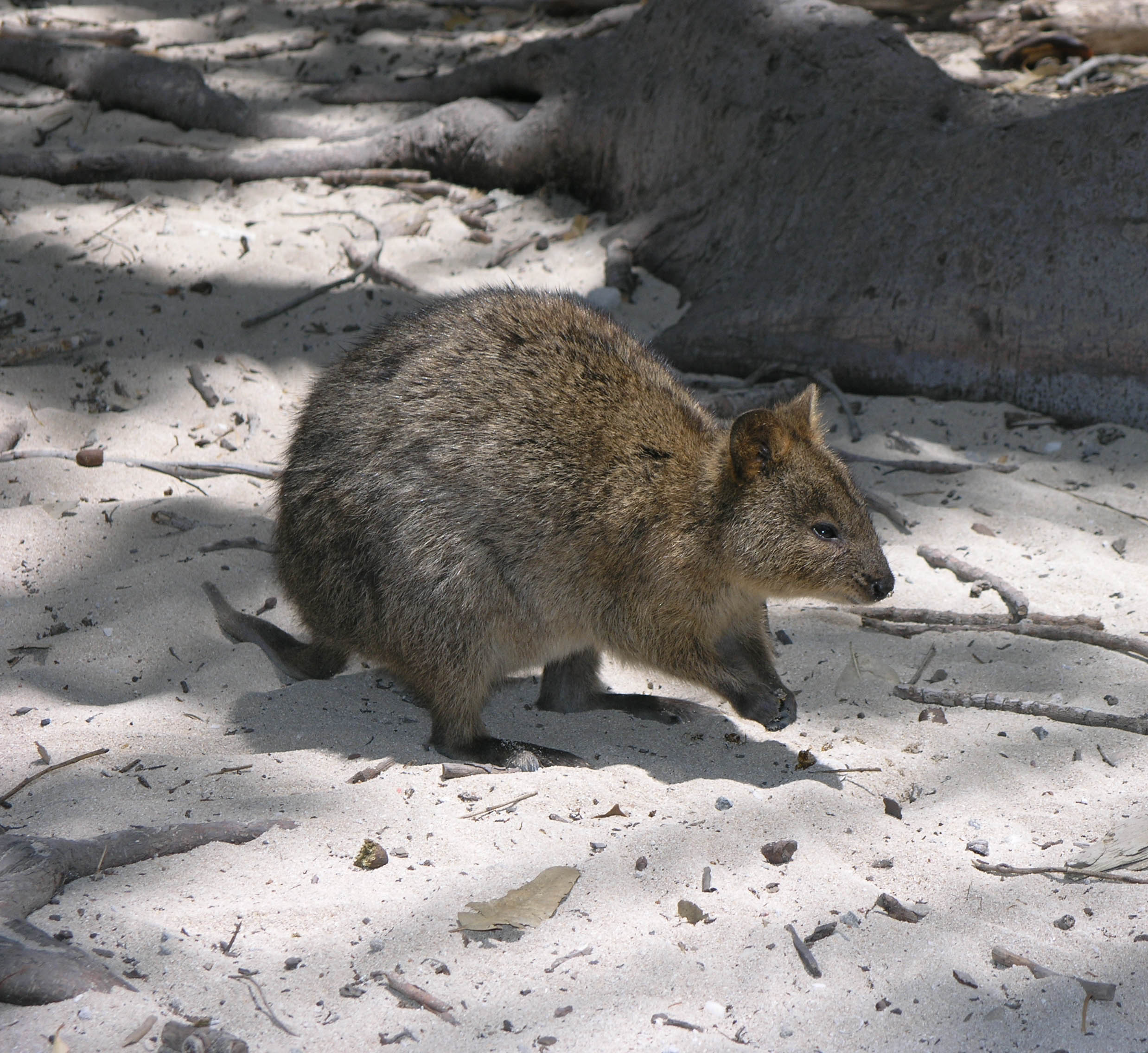
Quokka

Rottnest Island, von den Aborigines der Noongar Wadjemup genannt, ist eine kleine Insel in der Nähe von Perth vor der Küste des australischen Bundesstaates Western Australia. Sie liegt 18 Kilometer westlich von Fremantle. Rottnest Island ist elf Kilometer lang und 4,5 Kilometer breit. Auf der Insel leben 334 Einwohner (Volkszählung 2011). Hauptort ist Thomson Bay an der Ostküste, auch Thomson Bay Settlement oder oft einfach Main Settlement genannt.
Von Fremantle und Perth verkehren regelmäßig Fähren nach Rottnest Island. Die Insel ist sehr beliebt für Tagesausflüge. Obwohl sie touristisch erschlossen ist, sind Kraftfahrzeuge verboten. Es ist aber möglich, die Insel mit dem Fahrrad zu erkunden.
Rottnest Island ist ein bedeutendes Habitat für seltene Tierarten, da sie frei von Räubern wie Füchsen und Ratten gehalten werden konnte. So konnte das Quokka, ein Kleinkänguru, dort überleben. Auf der Insel können auch seltene Vögel beobachtet werden wie zum Beispiel der Klippensittich (engl. Rock Parrot). Nur an der Küste von Rottnest Island und der winzigen Nachbarinsel Parakeet Island kommt die seltene Korallenart Skamnarium complanatum vor.

## Name
Der Name der Insel stammt vom holländischen Entdecker Willem de Vlamingh, der ihr den Namen „Rotte nest“ gab, zu deutsch Rattennest: Kapitän de Vlamingh erkundete die Insel ab dem 29. September 1696 sechs Tage lang und hielt die zahlreichen Quokkas für große Ratten, die jedoch Beuteltiere sind. Er beschrieb die Insel als „ein Paradies auf Erden“.
In den mythologischen Vorstellungen der lokalen Aborigines der Noongar bedeutet ihr Inselname Wadjemup: „Platz über dem Wasser, wo die Naturgeister sind“.

## Entstehung und Habitate
Rottnest Island ist die größte Insel einer Kette, zu der auch Garden Island und Carnac Island gehören. Die Inselkette ruht auf dem australischen Kontinentalschelf vor Perth, die Inseln bestehen aus Kalksteinfelsen, die zum Teil mit Sanden bedeckt sind. Das Kalksteinriff von Rottnest Island entstand durch das Wachstum von Korallen, begünstigt durch die warme Leeuwin-Meeresströmung. Die Insel erhob sich vor etwa 100.000 Jahren über die Meeresoberfläche, als sich diese um etwa drei Meter absenkte. Das Riff bildet die Basis für die Flora und Fauna und für das menschliche Leben. Die Insel wird durch sechs Habitate geprägt: Küstenlandschaften, Salzseen, Brackwassergebiete, Waldgebiete, trockene und besiedelte Areale. Zehn Prozent der Insel sind von Salzseen bedeckt. Lake Baghdad, Lake Vincent, Herschel Lake, Garden Lake, Government House Lake und Serpentine Lake fallen nicht trocken und werden von Stränden umgeben. Andere Salzseen wie Pink Lake, Lake Sirius, Lake Negri und die beiden Pearse Lakes können im Sommer austrocknen.

## Geschichte
Spuren menschlicher Besiedlung durch die Aborigines der Noongar gehen auf ein Alter von 30.000 bis 6500 Jahre zurück. Vor etwa 7000 Jahren verließen sie die Insel als sich der Meeresspiegel anhob und sie vom Festland trennte.
Von holländischen Seefahrern wurde die Insel seit 1610 mehrmals gesichtet. Frederick de Houtman landete 1619, die drei Schiffe Waekende Boey, Elburg und die Emeloort 1658. Willem de Vlamingh landete dort am 29. September 1696.
Ab 1829/30, bald nach Errichtung der Swan River Colony wurde die Insel vermessen. Es sollte eine Ortschaft namens Kingstown errichtet werden. Die Thomson Bay ist nach Robert Thomson, dem größten Landbesitzer der 1830er Jahre benannt. Aus den beiden Seen auf der Insel wurde Salz gewonnen. Von 1861 bis 1912/13 wurde eine speziell erbaute Governor’s residence für Sommeraufenthalte genutzt. Das Gebäude ist seit 1953 ein Hotel.
Im Jahr 1849 wurde auf Wadjemup, dem höchsten Hügel der Insel, der Leuchtturm Wadjemup Lighthouse errichtet, der 1896 einem größeren Neubau wich. 1900 kam im Nordosten der Insel das Bathurst Lighthouse dazu. Für den Betrieb der Leuchtfeuer ist die Australian Maritime Safety Authority zuständig.

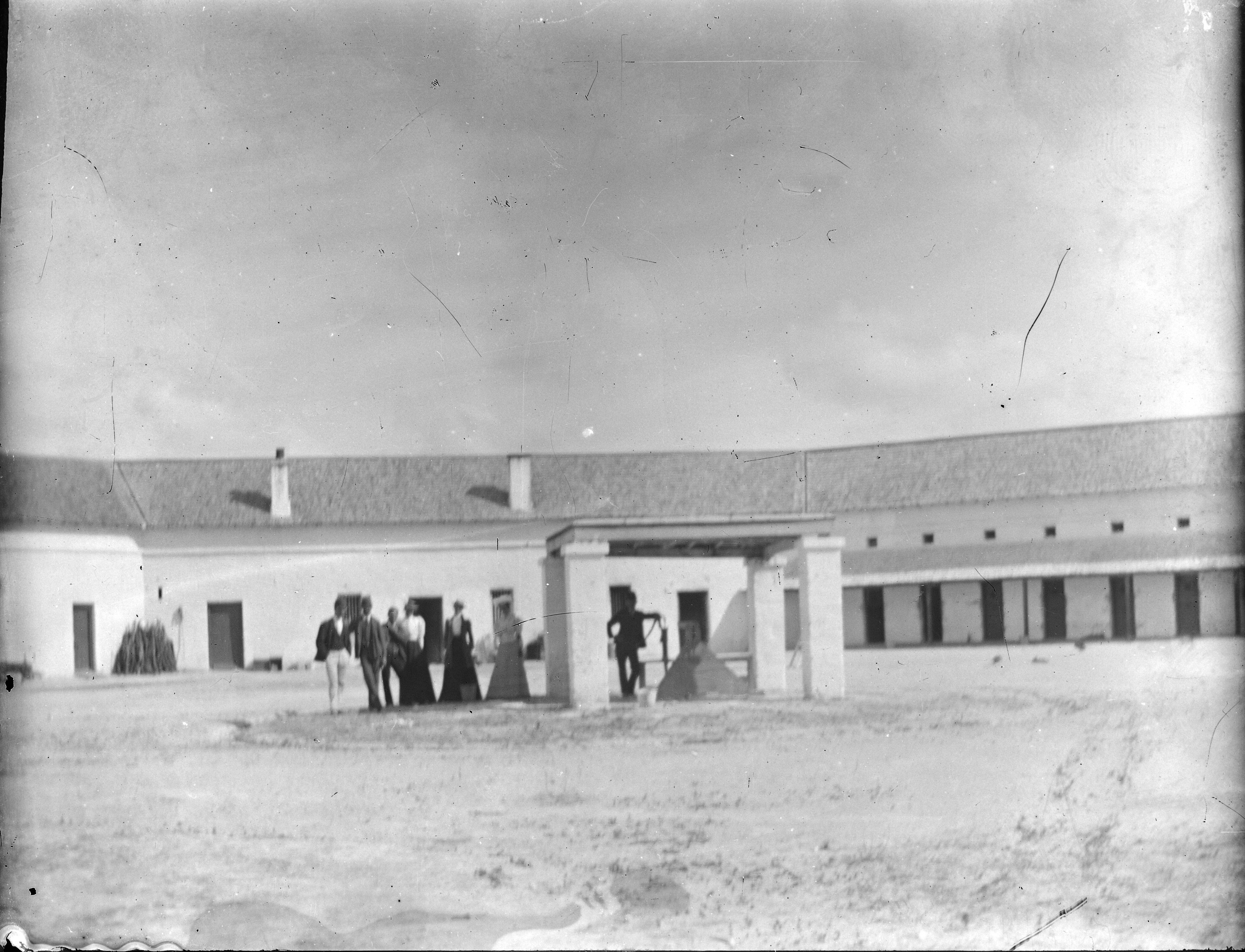
Das Innere des The Quod

Ab 1838 wurde die Insel der britischen Krone unterstellt, die die Landeigentümer gegen Entschädigung enteignete. Im Juli 1838 wurden die ersten sechs Aborigines als Gefangene auf die Insel transportiert, die sich anfänglich relativ frei bewegen und jagen durften. Später entstand der Plan, ein Gefängnis, ein oktogonales Gebäude, auf der Insel zu bauen. Dies wurde verwirklicht. Die Aborigines, die das Gefängnis aufzubauen hatten, mussten in einem Steinbruch leben und arbeiten. In der Zeit von 1838 bis 1931 waren etwa 4000 Aborigines im Gefängnis in Kleinstzellen mit den Maßen von 3,0 mal 1,7 Meter eingekerkert. Die Lebensbedingungen und -umstände für die Aborigines waren menschenfeindlich, sie wurden vom Gefängnispersonal hart bestraft, sie erkrankten und erhielten keine medizinische Hilfe oder Pflege. Im Winter froren sie in den kleinen Zellen aus Stein. Zahlreiche von ihnen starben früh. Sie wurden auf einem Gelände beigesetzt, das später als Campingplatz genutzt wurde. Dort fand man in jüngster Zeit einen der größten Aborigines-Friedhöfe Australiens mit den Gebeinen von 373 Personen. Man schätzt heute, dass etwa 700 Aborigines auf der Insel in Gefangenschaft starben und beigesetzt wurden. Die Aborigines in Western Australia bemühen sich die historische Erinnerung der historischen Stätten zu bewahren. Das ursprüngliche Gefängnisgebäude, genannt The Quod, wurde zu einem Apartmenthaus für Touristen umgebaut, wobei drei Gefängniszellen zu einem Apartment zusammengefasst wurden. Im Januar 2015 wurde in der Presse bekannt gegeben, dass dieses Gebäude künftig nicht mehr für die Unterbringung von Touristen genutzt werden wird.
Im Ersten Weltkrieg wurde in der Zeit von 1914 bis Ende 1915 auf der Insel das Rottnest-Island-Internierungslager für Kriegsgegner und Kriegsgefangene eingerichtet. Die ersten Internierten wurden in Steingebäuden untergebracht und später in Zelten, die zuvor von Touristen für Kurzaufenthalte genutzt worden waren. Es gab keine Gemeinschaftsküche und keine entsprechenden Sanitäranlagen. Interniert waren Österreicher, zahlreiche Anhänger des Dreibunds, deutschstämmige Australier (darunter auch Minenarbeiter) und deutsche Kriegsgefangene. Im September befanden sich im Lager 989 Gefangene, davon 848 Zivilisten und 148 Kriegsgefangene. Im November 1915 wurden die ca. 1000 Insassen wegen der schlechten Unterkunft und schlechten sanitären Anlagen verlegt. Sie kamen zunächst ins Internierungslager auf Garden Island und danach ins Holsworthy-Internierungslager bei Sydney in New South Wales.
Die Verwaltung über die Insel übte seit 1934 ein Board of Control aus, das der Regierung von Westaustralien verantwortlich war. Bis 1937 wurde ein Militärstützpunkt ausgebaut. Die aufgestellten Batterien wurden 1945 beginnend bis 1953 abgebaut. Die rein militärische Nutzung endete jedoch erst 1960. Die Kingstown-Kaserne wurde in geringem Ausmaß zu Ausbildungszwecken bis 1984 genutzt.
Im Zweiten Weltkrieg wurde die Insel erneut unter militärische Kontrolle gestellt und wieder ein Internierungslager errichtet. Auch dieses Mal war die Unterbringung schlecht vorbereitet worden. Zwischen Januar und September 1940 wurden italienische Zivilgefangene interniert, die im ganzen Staat nach dem Kriegseintritt Italiens verhaftet worden waren. Im Juni kamen die Offiziere der vor Fremantle gekaperten Remo als Kriegsgefangene hinzu. Eine im August 2008 enthüllte Gedenktafel soll an die Leiden der Häftlinge erinnern.